# Rita Lee
Rita Lee, all'anagrafe Rita Lee Jones (San Paolo, 31 dicembre 1947 – San Paolo, 8 maggio 2023), è stata una cantante, musicista, attrice, danzatrice, scrittrice e conduttrice televisiva brasiliana.
Dopo aver fatto parte della formazione Os Mutantes, intraprese una fortunata carriera da solista: è la donna brasiliana ad aver venduto il maggior numero di dischi nel mondo (oltre 60 milioni di copie).
Nelle sue esibizioni dal vivo si presentò a lungo coi capelli tinti di rosso e con lenti variamente colorate.

## Biografia

Rita Lee ai tempi in cui cantava negli Os Mutantes

Rita Lee nacque a San Paolo nel 1947 da padre statunitense (Charles Fenley Jones) e madre brasiliana (Romilda Padula, i cui genitori erano immigrati italiani, più precisamente del Molise); crebbe con due sorelle, Mary Lee e Virginia Lee. Studiò con profitto in un prestigiosa scuola francofona della sua città, il Liceu Pasteur (parlava correntemente diverse lingue, tra cui l'italiano).
Nel 1968, insieme a Sergio Dias e Arnaldo Baptista (una coppia di fratelli, anche loro di San Paolo), formò il trio Os Mutantes, del quale fu la cantante: oltre a incidere i loro dischi, tutti nel segno del cosiddetto tropicalismo ma con una tendenza al rock progressivo e alle atmosfere psichedeliche, i tre accompagnarono diversi colleghi, e soprattutto Gilberto Gil. La fama verrà consolidata dalla presenza fissa in uno show tv condotto dal loro collega Ronnie Von.
Nel 1970 Rita Lee pubblicò il suo primo lavoro da solista, ricongiungendosi tuttavia quasi subito a Sergio Dias e ad Arnaldo Baptista, da lei sposato l'anno successivo. Il gruppo incise altri tre album nel biennio 1971-72, per poi sciogliersi insieme al matrimonio di Rita Lee e Arnaldo. In seguito Arnaldo e Sergio tornarono a esibirsi insieme conservando il nome della loro formazione senza Rita Lee che dopo le brevi esperienze nel duo femminile Cilibrinas do Éden e nel gruppo Tutti Frutti riprese invece a incidere dischi in proprio, pur con una band di supporto. Riscosse grandi consensi di pubblico e di critica col singolo Ovelha Negra, del 1975. Sempre in quell'anno aprì l'evento musicale Hollywood Rock, immortalato poi nel film concerto Ritmo alucinante.
Nel 1976 compose una canzone, Arrombou a Festa, durante gli arresti domiciliari per possesso di marijuana (in quel periodo era anche incinta del primo figlio).
Rita Lee collezionò una serie di successi, ottenuti senza dubbio anche grazie all'inserimento delle sue canzoni nelle colonne sonore di molte telenovelas (in particolare Happy End, Destini, Samba d'amore), che contribuirono alla sua affermazione successiva al di fuori del Brasile. Per quanto riguarda l'Italia, negli anni ottanta tenne una memorabile performance in un programma Rai, Te lo do io il Brasile di Beppe Grillo, dove eseguì le sue canzoni più celebri da solista: Baila Comigo, Lança Perfume, Saude.
In seguito divenne una star televisiva come moderatrice di talk-show per varie emittenti, e fu anche VJ a MTV Brasil. Inoltre ottenne alcune parti secondarie in telenovelas e pellicole brasiliane. Non paga, volle cimentarsi nella scrittura, con tre libri per l'infanzia e altre opere letterarie: pubblicò anche due autobiografie (Rita Lee: uma autobiografia e Rita Lee: outra autobiografia), divenute entrambe best-seller nel suo Paese.
La sua ultima canzone di successo fu Reza (2012), che superò su iTunes il tormentone Ai se eu te pego di Michel Teló.
Rita Lee è morta nel maggio 2023; due anni prima le era stato diagnosticato un tumore polmonare. Per lei sono stati proclamati tre giorni di lutto in tutti gli stati federali del Brasile. La cantante è stata cremata.

## Vita privata
Dopo aver divorziato da Arnaldo Batista (da questo matrimonio non nacque prole), nel 1976 Rita Lee convolò a nozze col polistrumentista Roberto de Carvalho, che la rese madre di tre maschi, tra cui Beto Lee, il primogenito, anch'egli cantante e musicista. In precedenza era stata fidanzata col suo produttore, lo statunitense Andy Mills, famoso per aver gestito anche l'attività artistica di Alice Cooper. Attivista per i diritti degli animali, Rita Lee visse con Roberto in una fattoria a San Paolo allevando cani, gatti, tartarughe e anche topolini.

## Influenze nella cultura di massa
- Rita Lee è citata nella canzone Sampa di Caetano Veloso.
- Nel 1996 è stata omaggiata dalla collega Ná Ozzetti, che le ha dedicato l'album Love Lee Rita.
- Il nome brasiliano del personaggio Disney italiano Paperetta Yè Yè è «Pata Lee» in onore della cantante.
- Spera, aspetta e spera, canzone di Raffaella Carrà, è una cover in italiano di uno dei cavalli di battaglia di Rita Lee, Lança Perfume.
- L'attrice Camila Morgado ha dato volto all'artista nella miniserie televisiva Hebe: A Estrela do Brasil, incentrata sulla figura di Hebe Camargo.

## Omaggi
- Nel 2014 l'attrice Mel Lisboa ha impersonato Rita Lee nello spettacolo Rita Lee Mora ao Lado - O Musical, diretto da Márcio Macena e Débora Dubois e basato sul libro Rita Lee Mora ao Lado dello scrittore Henrique Bartsch.[5]

## Discografia parziale

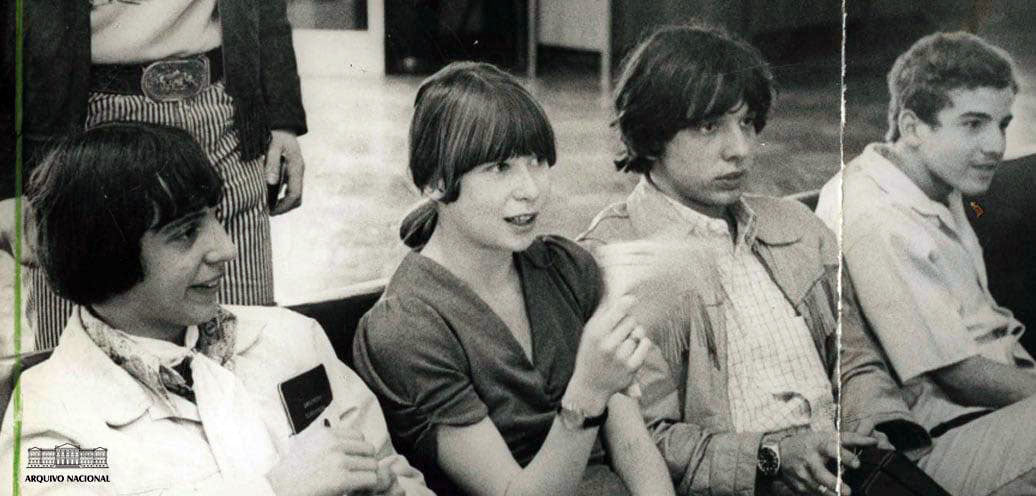
Rita Lee ai tempi in cui cantava negli Os Mutantes

### Album con Os Mutantes

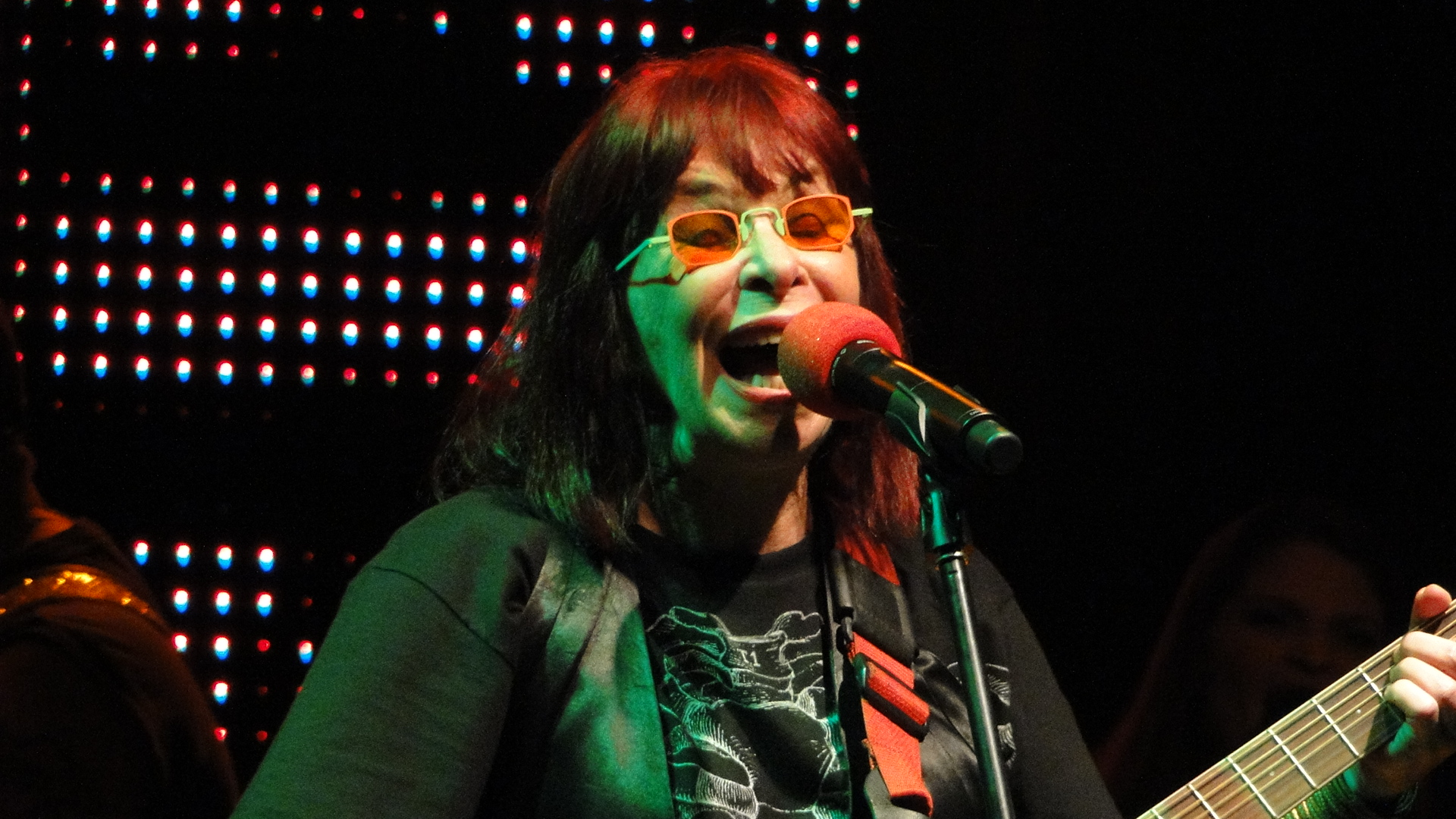
Rita Lee nel 2008 in concerto ad Araçatuba

- 1972 - Mutantes e Seus Cometas no País do Baurets (Polydor, 1972)
- 1971 - Jardim Elétrico (Polydor, 1971)
- 1971 - Tecnicolor (Universal, 1971; ritoccato nel 2000)
- 1970 - A Divina Comédia ou Ando Meio Desligado (Polydor, 1970)
- 1969 - Mutantes (Polydor, 1969)
- 1968 - Os Mutantes (Polydor, 1968)
- 1968 - Tropicália: ou Panis et Circenses (Philips, 1968 - album collettivo con Gilberto Gil, Caetano Veloso, Tom Zé, Nara Leão e Gal Costa)

### Album da solista
- 2012 - Reza
- 2003 - Balacobaco
- 2001 - Aqui, Ali, Em Qualquer Lugar (o Bossa'n Beatles)
- 2000 - Rita ReLEEda (remixes)
- 2000 - 3001
- 1997 - Santa Rita de Sampa
- 1993 - Todas as Mulheres do Mundo
- 1990 - Rita Lee e Roberto de Carvalho
- 1989 - Dias Melhores Virão (soundtrack)
- 1988 - Zona Zen
- 1987 - Flerte Fatal
- 1985 - Rita e Roberto
- 1984 - Rita Hits
- 1983 - Bombom
- 1983 - Baila Conmigo (in spagnolo)
- 1982 - Rita Lee e Roberto de Carvalho
- 1981 - Saúde
- 1980 - Rita Lee
- 1979 - Rita Lee
- 1978 - Babilônia
- 1976 - Entradas e Bandeiras
- 1975 - Fruto Proibido
- 1974 - Atrás do Porto Tem Uma Cidade
- 1972 - Hoje é o Primero Dia do Resto da Sua Vida
- 1970 - Build Up